# 김태균 (1963년)
김태균(金泰均, 1963년 8월 10일 ~ )은 대한민국의 정치인이다. 전라남도의원을 역임했다.

## 학력
- 태금중학교
- 순천공업고등학교
- 조선대학교 경영대학원 졸업(경영학 석사)

## 경력
- 광양경제신문 발행인
- LG전자 동광양점 대표
- 2014.07 ~ 2018.06: 제10대 전라남도의회 의원
- 2018.07 ~ 2022.06: 제11대 전라남도의회 의원
- 2022.07 ~ : 제12대 전라남도의회 의원
  - 2022.07 ~ : 제12대 전라남도의회 전반기 부의장
  - 2022.07 ~ : 제12대 전라남도의회 전반기 경제관광문화위원회 위원
  - 2022.07 ~ : 제12대 전라남도의회 전반기 윤리특별위원회 위원

## 역대 선거 결과
|  | 16.17% |

|  | 45.42% |

|  | 0% |

|  | 0% |